# ژاک شاریه
ژاک شاریه (فرانسوی: Jacques Charrier‎؛ زادهٔ ۶ نوامبر ۱۹۳۶) تهیه‌کننده فیلم، بازیگر و نقاش اهل فرانسه است.
از فیلم‌هایی که وی در آن نقش داشته‌است، می‌توان به هفت گناه کبیره، کارمن، قدیمی‌ترین حرفه و چشم شیطان اشاره کرد.